# Малошийца
Малошийца, познато още като Малоща, Малушища, Милюшища и Малинчища (на гръцки: Μελισσόμανδρα, Мелисомандра, до 1927 година Μαλούσιστα, Малусиста), е обезлюдено село в Република Гърция, разположено на територията на дем Неврокоп (Неврокопи) в област Източна Македония и Тракия.

## География
Селото е разположено на 680 m надморска височина близо до границата с България. То се намира в Родопите и попада в историко-географската област Чеч. Съседните му села са Избища, Стареджик, Костен, Дъблен и Витово.

## История

### Етимология
Според Йордан Н. Иванов името е от патроним от личното име Малош, от Мало (за сравнение Големо Малово и Мало Малово) и -ишт- с хаплалогия на сричка -ши-. Сравнимо е името на село Маловища.
Според академик Иван Дуриданов етимологията на името Малушища е първоначален патроним на -ишти < -itji *Малушишти от личното име Малуш, разширено от Мал(о) със суфикс -уш. Сравними са старополските Małusz, Małusza.

### В Османската империя
В запазен опис, датиран между 1498 и 1502 година село Малошийца е регистрирано като село с 58 немюсюлмански домакинства, 3 неженени немюсюлмани и 2 вдовици. В списъка на населените места с регистрирани имена на главите на домакинствата през втората половина на XV и началото на XVI век в село Малошийца (Малошица) са регистрирани 63 лица. В съкратен регистър на тимари, зиамети и хасове в ливата Паша от 1519 година село Малошийца (Малошище) немюсюлмани: 77 домакинства, неженени - 10, вдовици - 4. В съкратен регистър на санджаците Паша, Кюстендил, Вълчитрън, Призрен, Аладжа хисар, Херск, Изворник и Босна от 1530 година са регистрирани броят на мюсюлманите и немюсюлманите в населените места. Регистрирано е и село Малошийца (Малошище с друго име Папа Вълкан) с немюсюлмани: 55 домакинства, неженени - 7; вдовици - 9. В подробен регистър на санджакът Паша от 1569-70 година е отразено данъкоплатното население на Малошийца с друго име Папа Вълкан както следва: мюсюлмани - 1 семейство и 3 неженени; немюсюлмани - 21 семейства, 22 неженени и 4 вдовици. В списък на селищата и броя на немюсюлманските домакинства във вилаета Неврокоп от 13 март 1660 година село Малошийца (Малошище) е посочено като село, в което живеят 8 немюсюлмански семейства. В подробен регистър за събирането на данъка авариз от казата Неврокоп за 1723 година от село Малошийца (Малошище) са зачислени 7 мюсюлмански домакинства.
В XIX век Малошийца е мюсюлманско село в Неврокопска каза на Османската империя. В „Етнография на вилаетите Адрианопол, Монастир и Салоника“, издадена в Константинопол в 1878 година и отразяваща статистиката на населението от 1873 година, Малинчища (Malinschtischta) е посочено като село с 30 домакинства и 80 жители помаци. Според Стефан Веркович към края на XIX век Малошийца (Милюшишта) има помашко мъжко население 90 души, което живее в 30 къщи.
Съгласно статистиката на Васил Кънчов („Македония. Етнография и статистика“) към 1900 година в Малошийца живеят 420 българи мохамедани в 60 къщи.

### В Гърция
През Балканската война в 1912 година в селото влизат български войски. По данни на БПЦ, към края на 1912 и началото на 1913 година в Малошийца живеят 90 семейства или общо 393 души.
След Междусъюзническата война селото остава в Гърция. Според гръцката статистика, през 1913 година в Малошийца (Μαλούσιστα, Малусиста) живеят 423 души, а през 1920 година 309.
През 1923 година жителите на Малошийца са изселени в село Лаладжък (област Одрин, община Кешан), Турция. На тяхно място са заселени гърци бежанци. През 1927 година, името на селото е сменено от Малосиста (Μαλούσιστα) на Мелисомандра (Μελισσόμανδρα). През 1928 година бежанците в Малошийца са 20 семейства със 79 души - бежанци от Турция. През 1940 година в селото живеят 148 души. Селото е обезлюдено по време на Гражданската война в Гърция.
| Година    | 1913 | 1920 | 1928 | 1940 | 1951 | 1961 | 1971 | 1981 | 1991 | 2001 | 2011 | 2021 |
| --------- | ---- | ---- | ---- | ---- | ---- | ---- | ---- | ---- | ---- | ---- | ---- | ---- |
| Население | 423  | 309  | 79   | 148  |      |      |      |      |      |      |      |      |